# Zentrum für Medien und Interaktivität
Das Zentrum für Medien und Interaktivität (ZMI) ist ein interdisziplinäres medienkulturwissenschaftliches Forschungszentrum der Justus-Liebig-Universität Gießen, das sich mit dem Begriff der Interaktivität und den vielfältigen Aspekten interaktiver digitaler Medien auseinandersetzt.

## Das ZMI

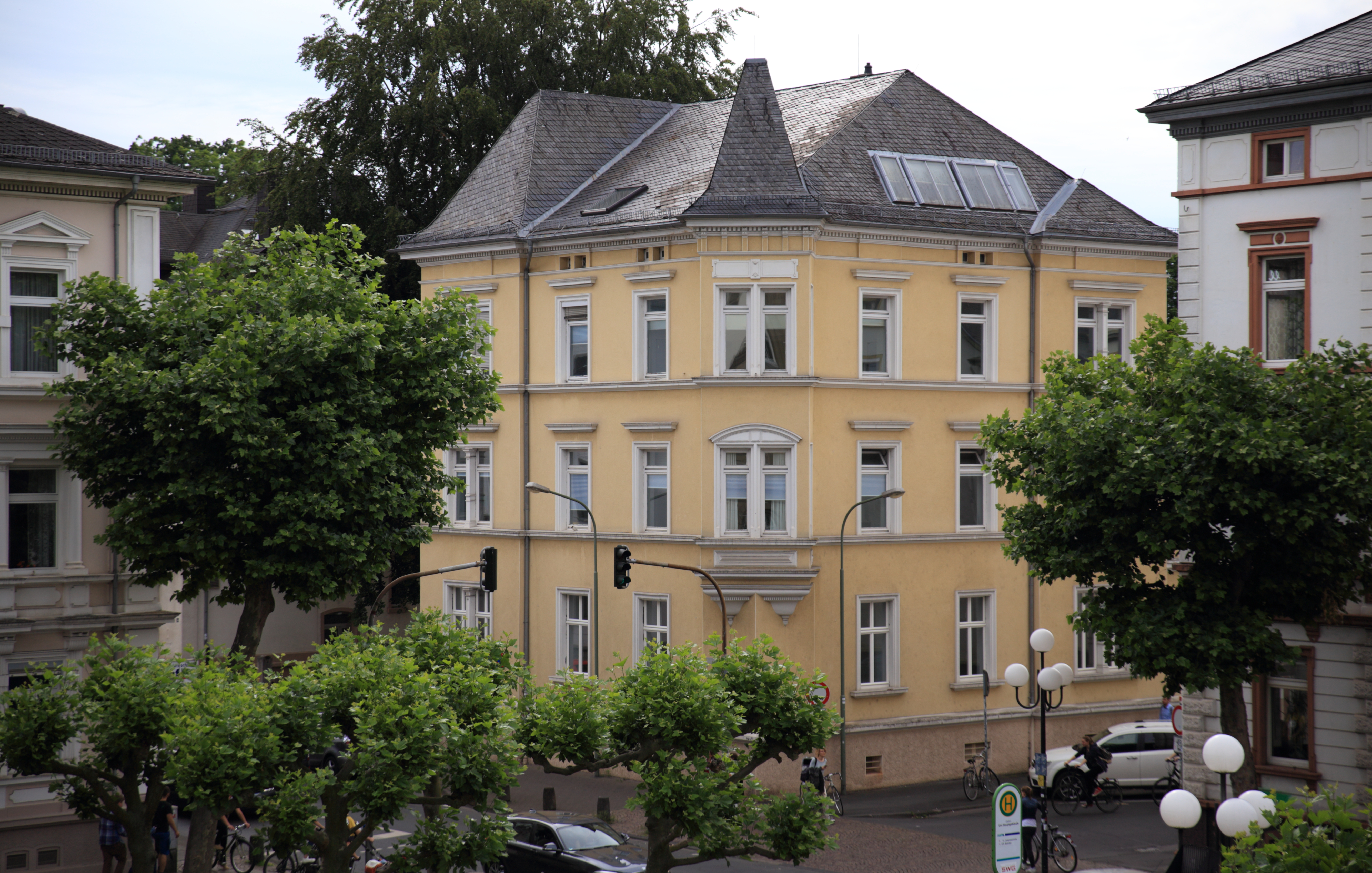
Das Zentrum für Medien und Interaktivität

Das ZMI befasst sich mit anwendungsorientierter und praxisnaher Grundlagenforschung zu medienbezogenen Fragestellungen aus medienkulturwissenschaftlicher Perspektive. Im Mittelpunkt stehen der Begriff der Interaktivität und die vielfältigen Aspekte interaktiver digitaler Medien in Wissenschaft, Gesellschaft, Politik, Wirtschaft und Kultur. Als fächerübergreifende Forschungseinrichtung der Justus-Liebig-Universität Gießen (JLU) umfasst es ein breites Spektrum an Fachgebieten, z. B. aus den Fächern Soziologie/Mediensoziologie, Allgemeiner Gesellschaftsvergleich, Politikwissenschaft, Geschichte/Neuere Geschichte, Zeitgeschichte, Osteuropäische Geschichte, Didaktik der Geschichte, Fachjournalistik Geschichte; Kunstgeschichte; Turkologie; Slavistik/Slavische Sprach- und Kulturwissenschaft, Slavistische Sprachwissenschaft; Germanistik/Historische Sprachwissenschaft und Sprachgeschichte des Deutschen, Sprachtheorie und Sprachbeschreibung, Germanistische Linguistik und Sprachdidaktik, Germanistische Sprach- und Mediendidaktik, Angewandte Sprachwissenschaft und Computerlinguistik, Deutsch als Fremd- und Zweitsprache, Neuere deutsche Literatur- und Kulturwissenschaft, Arbeitsstelle Holocaustliteratur; Romanistik/Spanische und Portugiesische Sprachwissenschaft, Didaktik der romanischen Sprachen; Anglistik/Didaktik des Englischen, Angewandte Linguistik, Englische Sprachwissenschaft und Geschichte der englischen Sprache; Angewandte Theaterwissenschaft.
Des Weiteren bietet das ZMI Wissenschaftlern der geisteswissenschaftlichen Disziplinen, die an der JLU forschen, Beratung im Bereich „Digital Humanities/Digitale Geisteswissenschaften“ (im Spezielleren: computergestützte Textanalyseverfahren) an.
Die Beratung und Begleitung von wissenschaftlichen Projektteams, Bildungsinstitutionen, Unternehmen und Organisationen bei ihren digitalen und webbasierten Aktivitäten wird vom unternehmerischen Netzwerk ZMI-Transfer umgesetzt, einem Zusammenschluss von Forschern, die ihre wissenschaftliche Kompetenz gebündelt, gezielt und transparent für Lösungsansätze im Bereich Internet und Neue Medien zur Verfügung stellen.

## Leitung
Geschäftsführende Direktorin des ZMI ist (Stand Sommer 2023) Katrin Lehnen, Professorin für Germanistische Medien- und Sprachdidaktik, ihre Stellvertreterin ist Greta Olson.  Wissenschaftliche Geschäftsführerin ist Dr. Jutta Hergenhan.

## Geschichte
Etwa 1998 trafen sich erstmals Lehrende der Gießener Universität aus verschiedenen Fachbereichen, die auf unterschiedliche Weise mit kommunikations- und medienwissenschaftlichen Fragen befasst waren. Gemeinsam war ihnen das Interesse an allen Fragen, die sich aus dem Einsatz und der Nutzung von Medien, und insbesondere der digitalen, über Computer vermittelten Kommunikation ergeben hatten. Aus dem universitären Alltag heraus entstand die Idee, diese Aktivitäten in einem Zentrum zu bündeln. Nach dreijährigem Planungsvorlauf wurde das ZMI im April 2001 von Claus Leggewie und Henning Lobin gegründet. Bis 2007 war Claus Leggewie geschäftsführender Direktor des ZMI. Nach Leggewies Weggang an das KWI-Essen übernahm Henning Lobin diese Funktion. 2016 wurde Katrin Lehnen Direktorin des ZMI.
In den ersten Jahren wurden Fragestellungen der individuellen, gesellschaftlichen, wirtschaftlichen und künstlerischen Gestaltung und Wirkung von Medien, jeweils unter dem Gesichtspunkt der Interaktivität, behandelt. Zu diesem Zeitpunkt war die Fokussierung der Forschungsaktivitäten auf neue Medien und das Phänomen „Interaktivität“ etwas völlig neuartiges. Daneben initiierte und koordinierte das ZMI Aktivitäten in Lehre, Fort- und Weiterbildung sowie Wissenschaftstransfer.
Im Frühjahr 2005 trat das ZMI in eine zweite Phase ein. Im Grundlagenpapier Das ZMI im Umbruch wurden neue Zielsetzungen und Arbeitsweisen festgelegt, mit einer dauerhaften Etablierung avancierter Grundlagenforschung zum Generalthema „Interaktivität“ mit interregionaler Kooperation und internationaler Ausstrahlung. Das ZMI begann, sich mit der „digitalen Revolution“ und ihren Auswirkungen auseinanderzusetzen.
Bis zum Jahr 2012 bestimmten zwei Themen das Forschungsinteresse des ZMI: die Auswirkungen der „Medialisierung“ auf kommunikative Kulturtechniken im Projekt Kulturtechniken und ihre Medialisierung und auf die Folgen der Digitalisierung für die Wissenschaftskommunikation im Forschungsverbund Interactive Science – Interne Wissenschaftskommunikation über digitale Medien.
Von 2012 bis 2015 verlagerte sich der Forschungsschwerpunkt auf das Projekt GeoBib, die Schaffung einer georeferenzierten Online-Bibliographie der frühen deutsch- bzw. polnischsprachigen Holocaust- und Lagerliteratur (1933–1949), sowie auf news to use, eine Untersuchung zum Einfluss regelmäßiger Zeitungslektüre auf junge Menschen in der beruflichen Ausbildung.
Seit 2015 rückt das ZMI mit dem Forschungsschwerpunkt Literalität und Bildung in der Mediengesellschaft (LBM) den Einfluss der Medientechnologie auf die Bildung und die Praktiken im Umgang mit Schrift und Schriftlichkeit in den Fokus.
Zum Wintersemester 2015/2016 gründete die JLU die an das ZMI angegliederte Ludwig-Börne-Professur, die derzeit für eine Amtszeit von drei Jahren von Claus Leggewie besetzt ist.

## Struktur
Das ZMI ist ein institutionalisiertes Netzwerk von Forschungsbereichen innerhalb der Gießener Universität, die sich mit anwendungsbezogener und praxisorientierter Grundlagenforschung zu medienbezogenen Fragestellungen befassen. Es gliedert sich in fünf Sektionen, die die Durchführung kooperativer Forschungsvorhaben unterstützen, aber auch eigene Forschung betreiben und verschiedenste Aktivitäten durchführen: öffentliche Vorträge und Vortragsreihen, Workshops, Filmreihen, Tagungen, Publikationen und vieles mehr. Von einzelnen Sektionen werden auch Festivals, Theater- und Filmproduktionen von Studierenden unterstützt.

### Sektion 1: Macht – Medium – Gesellschaft
Die Sektion fokussiert interdisziplinär auf Machtverhältnisse in Dynamiken zwischen Medien und Gesellschaft. Darunter fallen Themen wie Medienmacht, der Schutz digitaler Daten, Formen partizipatorischer Potenziale in sozialen Medien und Mediengebrauch in sozialen Verhältnissen wie Familien und Haushalten.

### Sektion 2: Medien und Didaktik
Das Interesse der Sektion gilt Fragen der „Medialität“ und „Medialisierung“ kultureller Prozesse in den Bereichen Literatur, Sprache und Geschichte sowie Aspekten ihrer didaktischen Vermittlung. Entwickelt werden theoretische und empirische Arbeiten zu Phänomenen und Artefakten in verschiedenen Medien, wie Literatur, Film, Fernsehen, Web usw. Im Fokus stehen außerdem Konzepte der Aneignung und Entwicklung von Medienkompetenz in unterschiedlichen Lernkontexten.

### Sektion 3: Educational Linguistics
Die Forschungs- und Lehraktivitäten unter „Educational Linguistics“ behandeln sprachwissenschaftliche und -politische Fragestellungen, Konzepte und Modelle in Verbindung mit der Beschreibung und Analyse von Spracherwerbs- und Sprachvermittlungsprozessen. Schwerpunkte bilden dabei Mehrsprachigkeitskonzepte, digitale Medien und computerlinguistische Technologien bei Sprachanalysen und beim Fremdsprachenlehren und -lernen, sowie die Ausdifferenzierung nach Mündlichkeit und Schriftlichkeit beim Spracherwerb.

### Sektion 4: Medien und Geschichte
In der Sektion werden Forschungsprojekte zur Geschichte der Medien und zur Vermittlung und Inszenierung von Geschichte in den Massenmedien gebündelt. Der Schwerpunkt liegt auf der Interaktivität, wobei Mediengeschichte als (politische) Kulturgeschichte betrieben wird. Im Zentrum des Interesses: die Wechselbeziehungen zwischen den Medien und ihrer Wahrnehmung durch historische Akteure.

### Sektion 5: Kunst und Medien
Die Sektion vereint Fachrichtungen, die an der Schnittstelle von Medientheorie, Medienkritik, kultureller Medienkompetenz und künstlerischer Praxis mit Medien tätig sind. Historisch wie systematisch werden hierzu theatralische, literarische und filmische Inszenierungsformen von Medialität aufgearbeitet. Das besondere Augenmerk gilt Inszenierungen in Neuen Medien, die als Ausprägung einer sich ständig aktualisierenden „Theatralisierung der Gesellschaft“ interpretiert werden.

### Sektion 6: Medien und Gender
Die Sektion „Medien und Gender“ befasst sich mit aktuellen Entwicklungen der Mediengesellschaft aus einer geschlechtersensiblen Perspektive, bei der Geschlecht als eine Kategorie betrachtet wird, die die Gesellschaft fundamental strukturiert (körperlich, sprachlich, rechtlich, sozial).  Hierbei spielt die Kategorie Geschlecht auch bei der Analyse anderer gesellschaftlicher Ungleichheitsphänomene (Rassismus, Klassismus, Ableismus) und ihrer gegenseitigen Bedingtheit (Intersektionalität) eine wichtige Rolle. Bei der Betrachtung der Geschlechterdimension von Medien bezieht die Sektion Perspektiven der Medienproduktion, Mediennutzung und der Medieninhaltsforschung in ihre Arbeit mit ein. In diesem Zusammenhang sollen informelle Prozesse von Inklusion und Exklusion im Hinblick auf Geschlecht beleuchtet werden. Die Sektion „Medien und Gender“ wirkt am Interdisziplinären Forschungsnetzwerk „Geschlecht • Macht • Staat: Medialisierungen, normative Rahmungen und soziale Praktiken geschlechterbezogener Zuschreibungen“ in Kooperation mit den Universitäten Marburg und Münster sowie dem Herder-Institut Marburg mit.

## Forschung

### Aktueller Forschungsschwerpunkt

#### Literalität und Bildung in der Mediengesellschaft (FSP – LBM)
Der Forschungsschwerpunkt Literalität und Bildung in der Mediengesellschaft (FSP – LBM) ist seit 2015 als längerfristiges Leitthema für Einzel- und Verbundforschung am ZMI und der Justus-Liebig-Universität (JLU) Gießen etabliert worden. Der mediale Wandel durch die Digitalisierung wirkt sich auf die kulturelle Deutung und die gesellschaftliche Aushandlung der Konzepte Bildung und Literalität aus. Dementsprechend ist das zentrale Thema des Schwerpunktes der Einfluss der Medientechnologien auf die Ausformungen von Bildungskonzepten und die Praktiken im Umgang mit Schrift und Schriftlichkeit. Untersucht wird der damit einhergehende technologische, gesellschaftliche und kulturelle Wandel in struktureller, historischer und angewandter Perspektive. Bezugssysteme der Untersuchungen stellen Medien der Bildung dar, Infrastrukturen und Institutionen sowie soziale Strukturen und Prozesse, die durch diesen Wandel betroffen sind. Näher betrachtet werden die vielfältigen Konstellationen formellen und informellen Lernens, der Wandel akademischer und wissenschaftsbasierter Bildungsauffassungen und -prozesse sowie die räumliche, historische und gesellschaftliche Diversität von Bildungspraktiken und -auffassungen. Diese und weitere Fragestellungen werden im Rahmen einer gemeinsamen Forschungstätigkeit von den etwa 20 beteiligten Wissenschaftler/-innen der JLU in drei Foren adressiert:
I: Bildungsmedien und Medien der Bildung
II: Medialisierung und Digitalisierung der Wissenschaft
III: Kulturalität und Kontextgebundenheit von Literalität und Bildung
Das ZMI übernimmt mit der wissenschaftlichen Administration und der Anbahnung von Forschungsprojekten die Organisation des Forschungsschwerpunktes.

### Laufende Forschungsprojekte

#### Virtuelle Rekonstruktionen in transnationalen Forschungsumgebungen
Am Beispiel zweier zerstörter ostpreußischer Barockschlösser entsteht im Rahmen des Projektes ein viersprachiges Webportal. Aus kunstgeschichtlicher und informationstechnischer Perspektive sowie aus der Sicht der „E-Humanities“ sollen mit dem Portal Kriterien und Standards weiterentwickelt werden, wie 3D-Objektrekonstruktionen im Forschungskontext zu dokumentieren und umzusetzen sind. Das Projekt reagiert auf die besonderen Anforderungen an die historische und kunstgeschichtliche Erforschung und Dokumentation im kulturellen Erbe der ehemals deutschen Region Ostpreußen, dessen architektonische Denkmäler durch die Kriegszerstörungen und Vernachlässigungen inzwischen als unwiederbringlich verloren gelten. Hierzu zählen auch Schloss- und Parkanlagen, von denen die zwei fast vollständig zerstörten Barockschlösser Schlodien/Gładysze in Polen und Friedrichstein/Kamenka in der Kaliningrader Oblast im Projekt rekonstruiert werden. Das Projekt wird vom Herder-Institut in Kooperation mit den Universitäten Gießen und Greifswald sowie der Technischen Universität Łódź geleitet und von der Leibniz-Gemeinschaft von Juli 2013 bis Juni 2017 gefördert.

### Zuletzt abgeschlossene Forschungsprojekte (Auswahl)
- Soziologie to go – Lernen mit dem Smartphone (2015–2016): Im Rahmen des migr@com-Teilprojektes Soziologie to go – Lernen mit dem Smartphone wurde ein interaktiver, mit dem Smartphone navigierbarer Lehrpfad erstellt, der Studierenden den Einstieg in die Soziologie erleichtern soll. Gießen als eine Stadt mit langer Migrationsgeschichte wurde durch das Projekt zu einem Lern- und Anwendungsort soziologischer Grundbegriffe, Theorien und Methoden. Das Projekt richtet sich an Lehramtsstudierende in der Studieneingangsphase. Die Stationen des Lehrpfads wurden in der ersten Projektphase gemeinsam mit Studierenden erarbeitet. Nach der derzeit laufenden Erprobungs- und Anwendungsphase soll das Projekt auf weitere Zielgruppen und um weitere Inhalte erweitert werden. Gefördert wurde das Projekt vom Bundesministerium für Bildung und Forschung (BMBF) vom 1. Oktober 2015 bis zum 30. September 2016 im Rahmen des Lehrinnovationsfonds der Justus-Liebig-Universität (JLU) Gießen.[22][23]
- Grenzen überwinden – Nähe erzeugen: Digitales Miteinander in der Migrationsgesellschaft (migr@com) (2014–2016): Das Gemeinschaftsprojekt des ZMI und des Instituts für Soziologie der Justus-Liebig-Universität (JLU) widmete sich der Migrationsgeschichte und -gegenwart anhand medialer Objekte wie Briefe, Handys, Social Media Netzwerke, Fotos und anderer Artefakte. Dieser Aspekt der Migrationsgesellschaft wurde auf der Website des Projektes in einer digitalen Ausstellung dokumentiert und der Forschung zugänglich gemacht. Menschen, die in der Vergangenheit von ihren Familien getrennt lebten oder immer noch leben, können das Internetportal nutzen, um ihre Erfahrungen mit anderen zu teilen. So wird die digitale Ausstellung ständig von Betroffenen mit persönlichen Gegenständen aus verschiedenen Medien weiter bestückt. Das Projekt gewann 2014 den Hochschulwettbewerb Mehr als Bits und Bytes – Nachwuchswissenschaftler kommunizieren ihre Arbeit und wurde vom Bundesministerium für Bildung und Forschung (BMBF) und Wissenschaft im Dialog mit 10.000 Euro prämiert. Durch das ZMI wurde migr@com von September 2014 bis Februar 2016 gefördert.[22][24]
- Eristische Literalität – Erwerb und Ausbau wissenschaftlicher Textkompetenz im Deutschen (2012–2016): Das Projekt untersuchte den Erwerb und die Möglichkeiten zur Förderung von Textkompetenzen in der Wissenschaftssprache Deutsch bei Studierenden unterschiedlicher sprachlicher und wissenschaftskultureller Herkunft. Im Mittelpunkt des Forschungsinteresses stand der Erwerb kontroversenorientierter Formen der Textproduktion, die für das Studium in der deutschen Universitätstradition eine zentrale Rolle spielen. Hierfür haben sich historisch Schreib- und Textroutinen etwa im Bereich des Referierens und Diskutierens von Forschungspositionen herausgebildet, deren Beherrschung grundlegend für eine erfolgreiche Wissenschaftskommunikation ist. Untersucht wurde die Textproduktion Studierender aus germanistischen Studiengängen mit Deutsch als Erst- und Zweit- bzw. Drittsprache sowie mit unterschiedlichen akademischen Vorerfahrungen. Als innovatives Forschungsinstrument dient das Schreibkontroversenlabor SKOLA – eine webbasierte Lernumgebung, die vom Projektteam im Rahmen des LOEWE-Schwerpunkts Kulturtechniken und ihre Medialisierung entwickelt wurde. Ziel des Projektes ist es, auf dieser Basis Lehrkonzepte für den Bereich Deutsch als Wissenschaftssprache weiterzuentwickeln. Das Projekt wurde von der VolkswagenStiftung (Förderprogramm Deutsch Plus – Wissenschaft ist mehrsprachig) gefördert und hatte eine Laufzeit von August 2012 bis September 2016.[25]

- GeoBib – Georeferenzierte Online-Bibliographie früher Holocaust- und Lagerliteratur (2012–2015): Das Projekt GeoBib hatte die Erfassung und Katalogisierung versprengter Holocaust- und Lagerliteratur zum Ziel. Im Projekt wurde eine annotierte und georeferenzierte Online-Bibliografie der frühen deutsch- bzw. polnischsprachige Holocaust- und Lagerliteratur (1933–1949) erstellt. Die Daten wurden in digitaler Form zugänglich gemacht und mit Informationen zu Personen, Zeiten und Orten verknüpft. Gesammelte Schriftstücke wurden durch Rezensionen, Sekundärliteratur und Bildquellen ergänzt. Wie in einem virtuellen Atlas wurden „virtuelle Landkarten“ online verfügbar gemacht, die Informationen zu Orten und Plätzen vergegenwärtigen, die mit der Entstehung der Literatur zusammenhängen. Das vom Bundesministerium für Bildung und Forschung (BMBF) mit rund einer Million Euro geförderte Gemeinschaftsprojekt der Justus-Liebig-Universität Gießen (JLU) und des Herder-Instituts Marburg startete im Juli 2012 und endete im Juni 2015.[26][27][28][29]

- Zeitung und Ausbildung in Hessen – news to use (2012–2013): News to use untersuchte, welchen Einfluss tägliche Zeitungslektüre auf junge Menschen in der beruflichen Ausbildung ausübt. Neben der täglichen Zeitungslektüre haben die Auszubildenden auf einem eigens konzipierten Internetportal über die gesamte Projektdauer zehn Aufgabenblöcke zu aktuellen Themen der Berichterstattung bearbeitet. Im Rahmen der Freitextfrage sollten die Auszubildenden eigene Texte verfassen – teils Zusammenfassungen, teils persönliche Einschätzungen oder Stellungnahmen zu aktuellen Themen. So wurde nicht nur die Lese-, sondern auch die Schreibkompetenz der Projektteilnehmer nachhaltig geschult. Das Hessische Ministerium für Wirtschaft, Energie, Verkehr und Landesentwicklung (HMWVL) und der Europäische Sozialfonds (ESF) für Deutschland förderten das Forschungsprojekt mit rund 126.000 Euro. News to use wurde vom Verband Hessischer Zeitungsverleger e. V. initiiert und wissenschaftlich aus texttechnologischer und sprachdidaktischer Sicht durch das ZMI betreut. Von 2012 bis 2013 nahmen mehr als 700 Auszubildende teil, die mit fast 40 Zeitungstiteln beliefert wurden.[30][31][32]
- Kulturtechniken und ihre Medialisierung (2008–2012): Der von Juli 2008 bis Juni 2012 vom Hessischen Ministerium für Wissenschaft und Kunst (HMWK) mit 3.722.000 Euro geförderte LOEWE-Schwerpunkt (Landes-Offensive zur Entwicklung wissenschaftlich-ökonomischer Exzellenz) erforschte aus multidisziplinärer Perspektive die Auswirkungen des medientechnischen und gesellschaftlichen Umbruchs auf die kommunikativen Kulturtechniken im Speziellen auf das Lesen und Schreiben, das Recherchieren und das Archivieren Thematisiert wurde das Phänomen, dass sich kommunikative Kulturtechniken als Prozesse verändern, dass sich diese Veränderungen auf „kulturelle Produkte“ auswirken und dass dabei die gesellschaftlichen Praktiken des Umgangs mit ihnen ständig angepasst werden. Dabei verband der LOEWE-Schwerpunkt sprach-, literatur-, kultur- und geschichtswissenschaftliche Herangehensweisen. Neben der theoretischen Beschäftigung mit Phänomen der Medialisierung ging es auch um mögliche Anwendungs- und Praxisbezüge von theoretischen Forschungsergebnissen. In Kooperation mit dem Herder-Institut Marburg (HI) und der Technischen Hochschule Mittelhessen koordinierten Henning Lobin vom ZMI und Peter Haslinger vom HI das Projekt.[8][33][34]
- Interactive Science – Interne Wissenschaftskommunikation über digitale Medien (2008–2011): Der Forschungsverbund Interactive Science der Universitäten Gießen, Trier und Konstanz sowie des Wiener Instituts für Technikfolgen-Abschätzung erforschte die Folgen der Digitalisierung für die interne Wissenschaftskommunikation aus multidisziplinärer Perspektive. Der Forschungsverbund vereinte linguistische, medien-, informations- und sozialwissenschaftliche, wissenschaftshistorische und theaterwissenschaftliche Sichtweisen auf dieses Phänomen und konzentrierte sich dabei auf das interaktive Potenzial der Informations- und Kommunikationstechnologien anhand zweier bis dahin wenig erforschter Aspekte: der kollaborativen und der performativen Dimension wissenschaftlicher Binnenkommunikation. Gefördert wurde der von Henning Lobin koordinierte Projektverbund von 2008 bis 2011 mit 990.000 Euro im Rahmen des Programms Schlüsselthemen der Geisteswissenschaften durch die Volkswagenstiftung.[8][35]

Eine vollständige Liste der abgeschlossenen Forschungsprojekte des ZMI befindet sich auf der Homepage des ZMI.

## Ludwig Börne-Professur, Digital Humanities & ZMI-Transfer

### Ludwig Börne-Professur
Die 2015 gegründete, von Claus Leggewie besetzte Ludwig Börne-Professur ist nach dem Schriftsteller und politischen Denker Carl Ludwig Börne benannt, der 1808 in Gießen zum Doktor der Philosophie promoviert wurde und später im französischen Exil das deutsch-französische Verhältnis seiner Zeit kritisch beleuchtete und sich für eine deutsch-französische Freundschaft engagierte. Bekannt wurde Börne durch seine 1830 bis 1834 entstandenen Briefe aus Paris.
Claus Leggewie trat die Ludwig Börne-Professur im Juni 2016 mit dem Vortrag „Neue Briefe aus Paris. Schubumkehr im literarisch-politischen Grenzverkehr“ an. Aufgabe der Ludwig Börne-Professur ist es, das deutsch-französische Verhältnis im Spannungsfeld von Europa und der Weltgemeinschaft zu beobachten. Künftig wird eine jährlich stattfindende Börne-Vorlesung zu deutsch-französischen Themen ausgerichtet. Thematisch über Deutschland und Frankreich hinausgehen wird außerdem eine Ringvorlesung des JLU-Präsidenten zum Thema „Amerika ist anders“ durch Claus Leggewie kuratiert.

### Digital Humanities
Seit ihrer Gründung 2012 ist das Ziel der ZMI-Arbeitsstelle, gemeinsam mit den Wissenschaftler/-innen der geisteswissenschaftlichen Disziplinen „Digital Humanities/Digitale Geisteswissenschaften“ an der Justus-Liebig-Universität (JLU) zu etablieren. Das Fach Digital Humanities umfasst die Anwendung computergestützter Methoden für die Arbeit mit digitalen Ressourcen wie Text, Bild, Audio und Video. Ziel der Digital Humanities ist die differenzierte und komplexe Aufbereitung und Analyse dieser Ressourcen, außerdem die Gewährleistung ihrer nachhaltigen Nutzung. Professor/-innen und Studierende werden durch die Beratung und Organisation von Workshops und Tutorials bei der Anwendung der computergestützten Verfahren in ihrer Arbeit mit digitalen Texten, Bild-, Video- und Audiodateien unterstützt. Darüber hinaus werden auch Vorträge zu verschiedenen Themen aus dem Bereich Digital Humanities organisiert, um dadurch die Interaktion und den Austausch zwischen den Geisteswissenschaftler/-innen der JLU und anderer wissenschaftlicher Einrichtungen Deutschlands und der Europäischen Union zu unterstützen.

### ZMI-Transfer
ZMI-Transfer ist ein Zusammenschluss von Forscher/-innen, die ihre linguistischen, medien- und sozialwissenschaftlichen Kompetenzen für Lösungsansätze in den Bereichen Internet und Neue Medien zur Verfügung stellen. Als Wissenschaftspartner und unternehmerisches Netzwerk berät ZMI-Transfer Bildungsinstitutionen, öffentliche und kulturelle Einrichtungen sowie Unternehmen. Zu den thematischen Schwerpunkten zählen Kommunikationskonzepte, Social-Media-Beratung, E- und Blended Learning sowie Texttechnologie und -kompetenz im Internet. Die Leistungen von ZMI-Transfer sind über das Hessische Präqualifikationsregister (HPQR) zertifiziert.

## Aktivitäten
Als Begegnungsstätte für Wissenschaftler, Künstler und die interessierte Öffentlichkeit reicht das Spektrum der Aktivitäten des ZMI von Konferenzen und Tagungen mit internationaler Beteiligung über Lesungen, Workshops, Kolloquien, Vorträge, Festivals bis zu thematischen Filmreihen.
Mit einer Vielzahl von Veranstaltungstypen hat das ZMI immer wieder neue Wege beschritten, Wissenschaft öffentlich zu positionieren. Beispielhaft hierfür ist neben den 2007 und 2011 ausgerichteten Performing Science-Wettbewerben u. a. Henning Lobins Veranstaltungsreihe zum Thema „Lesen und Schreiben im digitalen Zeitalter“, ein Thema, das Lobin auch in seinem Buch Engelbarts Traum untersucht. Die Veranstaltungen fanden begleitend zur Ausstellung „Hamster Hipster Handy. Im Bann des Mobiltelefons“ im Frankfurter Museum für Angewandte Kunst statt. Lobins Buch und die Events weckten ein so großes öffentliches Interesse, dass das Nachrichtenmagazin Der Spiegel im Dezember 2014 mit dem Titelthema „Schneller, besser, sinnlicher. Die Zukunft des Lesens“ herauskam. Die Titelgeschichte basiert in großen Teilen auf Engelbarts Traum und einem Interview mit Henning Lobin. So folgt der Artikel den drei „Grundtendenzen“, die Lobin in seinem Buch beschreibt: Lesen wird künftig sozialer, multimedialer und hybrider. Zudem veranstaltete das ZMI die Talkshow „Wissenschaftslounge“.
Zu den jährlich wiederkehrenden Highlights der Sektionen zählt das Diskurs-Festival der Sektion 5, welches experimentelle und innovative Konzepte in den Diskurs über performative Künste und deren Strukturen stellt. Die Sektion 2 veranstaltet den Gießener Geschichts-Lese-Sommer GeLeSo, bei dem namhafte Autoren/-innen aus ihren Werken vorlesen. In der Vortragsreihe Stimmen aus der Praxis, ausgerichtet von der Sektion 4, sprechen Praktiker/-innen aus dem Medien- und Kultursektor über ihren beruflichen Werdegang, die Berufspraxis und die aktuellen Herausforderungen des Medien- und Kulturbereichs.

## Publikationen
Neben Einzelpublikationen gibt das ZMI die Reihe Interaktiva im Campus-Verlag heraus. In den bisher erschienenen 12 Bänden (Sammelbände und Monografien) werden Themen der Forschungsbereiche „Medien“ und „Interaktivität“ behandelt, die in engem Zusammenhang mit Forschungsprojekten, Workshops und Tagungen des ZMI stehen.
Titel der „Interaktiva“-Reihe:
- Jana Klawitter (Hg.), Katrin Lehnen (Hg.), Regine Leitenstern (Hg.), Henning Lobin (Hrsg.): Lesen, Schreiben, Erzählen. Kommunikative Kulturtechniken im digitalen Zeitalter. Frankfurt: Campus-Verlage, 2013.
- Jana Klawitter (Hg.), Henning Lobin (Hg.), Torben Schmidt (Hrsg.): Kulturwissenschaften digital. Neue Forschungsfragen und Methoden. Frankfurt: Campus-Verlag, 2012.
- René König (Hg.), Michael Nentwich (Hrsg.): Cyberscience 2.0: Research in the Age of Digital Social Networks. Frankfurt: Campus-Verlag, 2012.
- Hans-Jürgen Bucher (Hg.), Thomas Gloning (Hg.), Katrin Lehnen (Hrsg.): Neue Medien – neue Formate. Ausdifferenzierung und Konvergenz in der Medienkommunikation. Frankfurt: Campus-Verlag, 2010.
- Christoph Bieber (Hg.), Martin Eifert (Hg.), Thomas Groß (Hg.), Jörn Lamla (Hrsg.): Soziale Netze in der digitalen Welt. Das Internet zwischen egalitärer Teilhabe und ökonomischer Macht. Frankfurt: Campus-Verlag, 2009.
- Henning Lobin: Inszeniertes Reden auf der Medienbühne. Zur Linguistik und Rhetorik der wissenschaftlichen Präsentation. Frankfurt: Campus-Verlag, 2009.
- Erik Meyer (Hrsg.): Erinnerungskultur 2.0. Kommemorative Kommunikation in digitalen Medien. Frankfurt: Campus-Verlag, 2009.
- Claus Leggewie (Hrsg.): Von der Politik- zur Gesellschaftsberatung. Neue Wege öffentlicher Konsultation. Frankfurt: Campus-Verlag, 2007.
- Claus Leggewie (Hg.), Jürgen Schwier (Hrsg.): Wettbewerbsspiele. Die Inszenierung von Sport und Politik in den Medien. Frankfurt: Campus-Verlag, 2006.
- Mathias Mertens (Hrsg.): Kaffeekochen für Millionen. Die spektakulärsten Ereignisse im World Wide Web. Frankfurt: Campus-Verlag, 2006.
- Benjamin Drechsel (Hrsg.): Politik im Bild. Wie politische Bilder entstehen und wie digitale Bildarchive arbeiten. Frankfurt: Campus-Verlag, 2005.
- Christoph Bieber (Hg.), Claus Leggewie (Hrsg.): Interaktivität. Ein transdisziplinärer Schlüsselbegriff. Frankfurt: Campus-Verlag, 2004.